# Kdo přežije: Cagayan
Kdo přežije: Cagayan (v anglickém originále Survivor: Cagayan) je dvacátá osmá sezóna televizní reality show Kdo přežije. Série se natáčela od 11. července do 18. srpna 2013, v USA měla premiéru 26. února 2014 dvouhodinovou epizodu.
18 nových hráčů bylo rozděleno do tří kmenů podle dominantního atributu: "Síla" (zdatnost), "Chytrost" (inteligence), a "Krása" (přitažlivost a charisma). Vítězem se stal Tony Vlachos, který porazil Yunga  "Woo" Hwanga v poměru 8 – 1. Oba finalisté pocházeli z původního kmene "Siláků".

## Poloha natáčení
Počtvrté v historii se natáčelo na Filipínách, ležících v jihovýchodní Asii, z toho podruhé v severně ležící provincii Cagayan, která tvoří část největšího ostrova Luzon.

## Seznam navrátilců
| Cambodia (2015)       | Kass McQuillen, Spencer Bledsoe, Tasha Fox, Woo Hwang |
| Game Changers (2016)  | Sarah Lacina, Tony Vlachos                            |
| Winners at War (2019) | Sarah Lacina, Tony Vlachos                            |